# Entorno virtual de aprendizaje
Un entorno virtual de aprendizaje (EVA), también conocido como ambiente virtual de aprendizaje (AVA), o virtual learning environment (VLE) en inglés, es una plataforma web utilizada para administrar, distribuir, realizar las tareas de seguimiento y evaluación de todas aquellas actividades involucradas en los procesos de enseñanza y de aprendizaje. Esta plataforma, a través de un software específico denominado de forma genérica como plataforma de formación virtual, brinda respaldo digital a las propuestas de formación diseñadas tanto por instituciones educativas de distintos niveles y de diversos ámbitos como así también de empresas. Suelen estructurarse en etapas sucesivas de estudio y evaluación apelando a recursos diversos como aplicaciones informáticas, lecciones y actividades para fomentar el intercambio y la interacción.
Un EVA es un “aula sin paredes”, distante y en algunos casos asincrónica, diferente del aula tradicional, presencial y sincrónica. Dadas sus características, ofrece flexibilidad a sus participantes, que acceden a él desde nodos de interacción distantes y en tiempos diversos. Además, permite crear y desarrollar comunidades de aprendizaje para relacionarse a través de variados lenguajes y de manera colaborativa. De este modo, un EVA se presenta como un ámbito para promover el aprendizaje a partir de procesos de comunicación multidireccionales (docente/alumno - alumno/docente y alumnos entre sí).
Se trata de un ambiente de trabajo compartido para la construcción y difusión del conocimiento con base en la participación activa y la colaboración de todos los miembros del grupo.
En un entorno virtual de aprendizaje, los profesores son los que toman decisiones en torno al diseño, el empleo del tiempo, el espacio y la disposición de los materiales como:
- La organización espacial.
- La elaboración, selección y disposición de materiales.
- Almacenaje y clasificación de materiales.
- Manejo de información y mensajes dentro del espacio.
- Mejora de interacciones con el conocimiento de otros compañeros y consigo mismo.

## Características
Varias características básicas definen un EVA:
- Es un ambiente electrónico, no material en sentido físico, creado y constituido por tecnologías digitales.
- Está hospedado en la red y se puede tener acceso remoto a sus contenidos a través de algún tipo de dispositivo con conexión a Internet.
- Las aplicaciones o programas informáticos que lo conforman sirven de soporte para las actividades formativas de docentes y alumnos.
- La relación didáctica no se produce en ellos “cara a cara” (como en la enseñanza presencial), sino mediada por tecnologías digitales. Por ello los EVA permiten el desarrollo de acciones educativas sin necesidad de que docentes y alumnos coincidan en el espacio o en el tiempo.[8]
- Es el producto de un diseño, su fin no está enfocado en la acumulación de páginas HTML sin relación alguna.
- Tiene múltiples autores: profesores, alumnos, expertos.
- Es un espacio social que favorece el encuentro y la interacción de los actores. Suele basarse en el principio de aprendizaje colaborativo, que permite a los estudiantes realizar sus aportes y expresar sus inquietudes en los foros.[9]
- Dependiendo de la gestión de su diseño, podrá favorecer el rol activo de los alumnos en la apropiación de los contenidos. Brindando así, los medios necesarios para que los alumnos puedan profundizar su rol de sujetos autónomos en el proceso de aprendizaje.
- Puede ser parte de un programa de educación a distancia o ser complemento de la educación presencial.
- Integra múltiples herramientas.[10] Un EVA provee herramientas para la gestión de los materiales de aprendizaje y para la gestión de las personas participantes. Incluye además sistemas de seguimiento y evaluación del progreso de los estudiantes. Desde el punto de vista didáctico, ofrece soporte tecnológico para optimizar distintas fases del proceso de enseñanza y aprendizaje: planificación, implementación, desarrollo y evaluación.
- En los EVA los procesos comunicacionales pueden ser sincrónicos y/o asincrónicos y los mismos pueden desarrollarse a través de variados lenguajes: oral, escrito, hipertextual, audiovisual, etc.
- Permite el acceso a través de navegadores, protegido generalmente por contraseña o clave de acceso.
- Utiliza  servicios de la web 1.0 y 2.0.
- Suele disponer de una interfaz gráfica e intuitiva.[11]
- Fiabilidad, es decir,  que sean páginas seguras.
- Sencillez en la estructura, que se pueda acceder de manera rápida.
- Seguridad, nadie puede modificar información personal si no está autorizado para ello.
- Adaptación a  todos los individuos, tiene que admitir diferentes configuraciones.
- Interactividad, facilidad para mantener el contacto entre docente-alumno.
- Transparencia hacia el conocimiento personal y conjunto de las personas implicadas

Estas características cobran especial relevancia cuando se trata de sistemas múltiples, donde están implicados gran cantidad de sujetos.
Además, otras características generales sobre las plataformas de un EVA podrían ser:
Características técnicas:
- Licencia gratuita, con código abierto.
- Disponible con múltiples idiomas, internacionalidad.
- Documentación sobre el uso de dicha plataforma para los usuarios.
- La plataforma cuenta con una comunidad de usuarios.

Características pedagógicas:
La plataforma dispone de herramientas y recursos que permite al docente o usuario: 
- Realización de tareas de gestión y administración.
- Permitir y favorecer la comunicación entre los propios usuarios.
- La exposición de contenidos a trabajar.
- Establecer actividades a través de dicha plataforma de forma interactiva.
- Posibilidad de que el alumno realice trabajo colaborativo.
- La evaluación continua cobre el proceso de los alumnos.
- Que el alumno pueda organizar su propio aprendizaje según su disponibilidad y características.

A estas características básicas, deberían sumarse las siguientes:
- Interactividad: En estas propuestas, el usuario es el protagonista de su formación. El término "interactividad" hace referencia a la forma en que estas plataformas propician la interacción de los estudiantes tanto con los materiales de enseñanza como con otros participantes .[14] En lugar de ser textos en línea, los EVA se proponen como entornos interactivos de construcción de conocimiento.
- Flexibilidad: Conjunto de funcionalidades que permiten que el EVA se adapte fácilmente a la estructura institucional, los planes de estudio, los contenidos y estilos pedagógicos de la institución en donde se quiere implantar.
- Escalabilidad: Capacidad del EVA de funcionar igualmente con un número pequeño o grande de usuarios.
- Estandarización: Posibilidad de importar y exportar cursos en formatos estándar como SCORM.

Por otra parte, los entornos virtuales se caracterizan por ampliar el acceso a la educación,  crear comunidades de aprendizaje y hacer los roles tradicionales del proceso de enseñanza y de aprendizaje más fluidos.

## Dimensiones de los entornos virtuales de aprendizaje
El EVA, es un espacio en el que todos los sujetos del proceso de comunicación multidireccional impulsan el aprendizaje. La intervención activa y cooperativa de los sujetos del  proceso de enseñanza-aprendizaje da lugar a la construcción de conocimiento.
En este entorno, la persona que guía y elabora los contenidos, objetivos y metodologías es el propio docente. Quién pasa de ser el que expone los contenidos a convertirse en creador de materia. Siendo el discente el centro del proceso de enseñanza-aprendizaje, que indaga en la información, la examina y la incorpora a proyectos para aumentar el aprendizaje de los métodos. Para el aprovechamiento de todo el grupo es necesario que el discente contribuya a todo esto.
Los EVA presentan una dimensión tecnológica y una dimensión pedagógica, las cuales se interrelacionan y potencian entre sí.
Las herramientas a utilizar en un Entorno Virtual de Aprendizaje tienen que ver con la utilización de plataformas orientadas a la construcción del aprendizaje colaborativo como foros, blogs, wikis, servicios multimedia (videoconferencia, pizarra electrónica, vídeo, etc); plataformas orientadas a la productividad como buscadores de cursos, ayudas en la utilización de plataformas, bookmarks, etc; plataformas orientadas a la gestión del conocimiento tales como sistemas mediadores de información, repositorios, bibliotecas virtuales, etc.

### Dimensión tecnológica
La dimensión tecnológica está representada por las herramientas o aplicaciones informáticas con las que está construido el entorno. Estas herramientas sirven de soporte o infraestructura para el desarrollo de las propuestas educativas y varían de un tipo de EVA a otro.
En términos generales, puede decirse que están orientadas a posibilitar las siguientes acciones básicas en relación con esas propuestas:
- La publicación de materiales y actividades.
- La comunicación o interacción entre los miembros del grupo.
- La colaboración[19] para la realización de tareas grupales.
- La organización de la asignatura.
- El control de acceso y la administración del grupo de estudiantes.

Estos sistemas funcionan generalmente en un servidor, para facilitar el acceso de los estudiantes a través de Internet. Los componentes de estos sistemas pueden incluir plantillas para elaboración de contenido, foros, chats, cuestionarios y ejercicios tipo múltiple-opción, verdadero/falso y respuestas de una palabra. Además nuevas características en estos permiten incluir blogs y RSS.

### Dimensión pedagógica
La dimensión pedagógica de un EVA está representada por el proceso de enseñanza y aprendizaje que se desarrolla en su interior. Esta dimensión lo define como un espacio humano y social, esencialmente dinámico. Basado en la interacción que se genera entre el docente, los alumnos a partir de lo planteado y resolución de actividades didácticas. describe a esta interacción como "actividad conjunta", siendo conjunta a pesar de realizarse de manera remota y muchas veces asincrónicamente.
La calidad de una propuesta pedagógica para los EVA depende de la interactividad real entre sus participantes, del modo en cómo se pone en práctica y desarrolla el diseño tecno-pedagógico, el cual se basa en las características que presente esta actividad conjunta. Por un lado depende de los recursos, herramientas y aplicaciones tecnológicas disponibles en el EVA en cuestión y por otro lado de las potencialidades de la propia planificación docente. Considerando los contenidos a enseñar y aprender, los materiales a utilizar y las actividades a desarrollar.

## Elementos que los componen
Los principales componentes que forman parte de un entorno virtual de aprendizaje son:
- Usuarios: son los principales protagonistas de los procesos de enseñanza y aprendizaje que se llevan adelante en los entornos virtuales de aprendizaje.[21]
- Currículo: son los contenidos que le dan sustento a los programas de formación.[21]
- Especialistas con diversos perfiles: son los encargados de realizar el diseño, desarrollo y materialización de los contenidos educativos (docentes, pedagogos, diseñadores gráficos, administradores, especialistas en tecnología educativa, correctores de estilo, etc.).[21]
- Sistema de gestión de aprendizaje: es el software que administra, distribuye y controla los procesos de formación que se desarrollan en el entorno virtual de aprendizaje.[21]

Dentro de los elementos que conforman un entorno virtual de aprendizaje cabe destacar el denominado espacio virtual o aula virtual. En dicho espacio, se llevan a cabo todas las actividades de los alumnos, docentes y tutores relativas al proceso formativo.

## Sujetos del entorno de aprendizaje virtual
Los adultos son los principales participantes de las propuestas de formación en entornos virtuales. Es por ello necesario perfilar cuáles son sus características como estudiantes, sus motivaciones, resistencias y obstáculos para el diseño del entorno virtual de aprendizaje.
Trabajar en EVAs propone una desestructuración de roles. Los estudiantes son agentes activos en sus procesos de aprendizaje mientras que los profesores se presentan como moderadores y facilitadores en la apropiación de conocimientos. En este contexto, el alumno pasa a ser el protagonista del proceso de formación, un "investigador" que activamente busca información, la analiza y es capaz de incorporarla a proyectos en grupo o individuales; con la finalidad de acrecentar el acervo de aprendizaje involucrado en el método.
Un aspecto que conforma además el rol del estudiante es el de ser agente de reflexiones permanentes. La reflexión como componente esencial en la construcción del conocimiento, que es necesario articular con la reflexión sobre el propio ejercicio: "la reflexión en la propia acción a través de la objetivación y análisis del propio desempeño es esencial para que el aprendizaje ocurra.
El escenario es el campo de acción en el cual el estudiante justifica "las razones de su accionar, las estrategias elegidas y usadas como base de la construcción del conocimiento y de la metacognición".  Por su parte, el profesor se transforma de expositor en orientador y diseñador de medios, objetos de aprendizaje y métodos.
Sus roles pueden clasificarse de la siguiente forma: 
- Diseñador del currículum: diseño general del curso, planificación de actividades, selección de contenidos y recursos disponibles, etc.
- Proveedor de contenidos: supone la elaboración de materiales de enseñanza en diferentes formatos, caracterizados por la interactividad y la personalización.
- Tutorización: facilitador del aprendizaje.
- Evaluador: tanto de los aprendizajes de los alumnos como del proceso formativo y de su actuación.
- Técnico: proporcionando soporte técnico ante las posibles dificultades que los estudiantes se encuentren en el desarrollo del curso (en sus inicios más frecuentemente y posteriormente durante el progreso en el mismo).[24]

La utilización adecuada de los entornos virtuales de aprendizaje, hace que los docentes tengan la opción de comunicarse con el alumnado haciendo uso de herramientas y lenguajes técnicos y tecnológicos familiares, que les permitirá crear ejercicios y actividades para posteriormente aprovecharlas para un “residuo socio-cognitivo”.
El modelo de entornos virtuales de aprendizaje ofrece un proceso que se centra en las actividades que ha de realizar el alumno para poder construir su propio conocimiento. Por tanto, las bases de este aprendizaje se centran en que el estudiante colabore, participe, comparta e incluso que cree por esta razón decimos que es un aprendizaje donde el alumno es el centro.
Al utilizar las Tecnologías de la información y la comunicación (TIC), el alumnado se implica más en el proceso de aprendizaje, lo que hace que se desarrollen habilidades en el manejo de entornos tecnológico y virtuales. Además, que estos estudiantes mejoran el rendimiento, ya que se crean aprendizajes significativos.
Como se ha nombrado antes es un proceso centrado en el alumno, pero también aparece el rol del profesor como facilitador, el propone, gestiona y diseña situaciones para que los estudiantes alcancen los objetivos propuestos del proceso de enseñanza-aprendizaje. Crea oportunidades de aprendizaje para que las resuelva el alumno.

## Debilidades
Como debilidades se entienden aquellos aspectos que requieren optimizarse para el desarrollo adecuado del proceso educativo en un entorno virtual de aprendizaje. Pueden destacarse los siguientes:
- La necesidad de capacitación de los docentes para el uso de entornos virtuales en el proceso de enseñanza-aprendizaje.
- La necesidad de entrenamiento para la preparación de materiales didácticos para entornos virtuales.
- La necesidad de compromiso de los alumnos en el seguimiento de las actividades y cumplimiento de los plazos.
- Falta de normativas institucionales que regulen las actividades y los materiales en los entornos virtuales (inclusión de la preparación de materiales, del seguimiento de las actividades y relación con los alumnos y usuarios del entorno virtual como parte de la carga y actividad docente.)
- La falta de interacción y diálogo.
- Sobrecarga informativa y poco rentable para un aprendizaje con éxito.[28]
- Los problemas técnicos que las tecnologías acarrean, como: falta de conexión, mal funcionamiento o acceso a la red.[12]
- Falta de formación y capacitación de los profesionales docentes en entornos virtuales y en el uso de herramientas TIC.[29]
- Brecha digital.[30]
- Éxito limitado en alumnado de etapas inferiores del sistema educativo debido al excesivo nivel de autonomía requerido.[31]
- Falta de recursos tecnológicos adecuados para llevar a cabo el proceso de enseñanza-aprendizaje a través de un EVA.
- Falta de estrategias socioafectivas para el desarrollo de competencias socio-emocionales entre alumnado de EVA.[32]
- Rigidez instruccional, el trabajo en un EVA se suele limitar a la consecución de tareas parceladas y con poca relación entre ellas.[33]

Es importante diseñar estrategias que permitan superar estas debilidades, aprovechando las oportunidades y las fortalezas de los EVA. Este tipo de plataformas permite una multiplicidad de actores conectándose, ampliando la participación de actores a más del binomio docente-alumno característico de la modalidad presencial.
Por otra parte, la implementación de actividades en este tipo de plataformas constituye un desafío para los alumnos. El uso del tiempo en varias actividades, la resolución de actividades asincrónicas, la participación en actividades grupales, los hace partícipes de la actividad académica responsabilizándolos en su propio ritmo de aprendizaje. El alumno no es un actor pasivo en su formación.
Hoy ya existe en el medio un EVA que soluciona estos inconvenientes por su entorno más amigable, dispensa la necesidad de formación de docentes o alumnos,sin necesidad de ningún tipo de entrenamiento. Proporciona a cada institución la posibilidad de regular las actividades y materiales dentro de la misma.

## Fortalezas
Entre los puntos fuertes del EVA, podemos encontrar:
- Énfasis en un modelo de aprendizaje basado en la construcción de conocimiento.
- Nuevas formas de interacción y comunicación asincrónica, sincrónica e intercultural mediadas por la tecnología.
- Facilita un trabajo colaborativo, logrando la construcción de conocimientos de manera conjunta en el marco de una comunidad de aprendizaje.
- Flexibilidad del modelo educativo en cuanto al acceso a cualquier horario y desde cualquier lugar.
- Aprender con tecnología y de la tecnología.
- Soporte efectivo para la interacción del aprendizaje con el tutor y los otros usuarios.
- Cada alumno puede desarrollar su propia estrategia de aprendizaje, siendo esta el eje organizador de la propuesta pedagógica.
- Alienta a los participantes a desarrollar sus propios entornos personales de aprendizaje (PLE).
- Los materiales destinados a la enseñanza se pueden enriquecer con formatos multimediales: imágenes, gráficos, sonido, video
- Todos los materiales educativos podrían ser preparados y editados con la mejor calidad posible, por los mejores expertos, para llegar a un número prácticamente ilimitado de usuarios.
- Los mismos materiales podrían utilizarse una y otra vez antes de que hubiera necesidad de actualizarlos o de darles una mejor presentación. "[34]
- Adaptación a las necesidades específicas del alumnado.
- Posibilidad formativa a lo largo de la vida.[28]
- Están organizados y distribuidos temporalmente, son adaptables libremente.
- Sencillos y de pronto acceso para poder adquirir materiales.
- Los tiempos de actividad se adaptan a lo que necesita cada alumno en concreto, a lo personal y laboral.
- Comunicación en el momento directamente con los sujetos del grupo y con los contenidos de aprendizaje.[35]

## Dificultades en la implementación
A la hora de implementar el EVA podemos encontrar las siguientes limitaciones: 
- Limitaciones de conectividad.
- Limitaciones en la tecnología que posee la institución y los alumnos.
- Insuficiente preparación de los docentes en el uso de la tecnología.
- Cambios de un modelo transmisivo a un modelo colaborativo.[36]
- Un nuevo EVA ha venido a subsanar muchas de estas dificultades, pues no requiere preparación, ni tecnologías caras, siendo suficiente un Android o IPhone

## Problemática en el desarrollo y organización de actividades dentro del EVA

### Abuso y uso inadecuado
Hay profesores y administradores educativos que piensan en cambios radicales, donde todo debe trabajarse ahora en forma virtual, eso suele llevar a hacer un mal uso.
No es conveniente utilizar  tecnología cara, poco disponible y más compleja, para una acción que se puede realizar con la misma eficacia usando medios más sencillos. Por ejemplo, para mostrar información esquemática o verbal simultáneamente a un grupo, el proyector es de uso sencillo y eficiente. El computador añade poco y exige demasiado para este fin.
Exceso de confianza por parte del profesorado en que los alumnos estén debidamente formados a la hora de trabajar en un EVA.

### Inexistencia de estructura pedagógica en la información y multimedia
La pregunta del pedagogo es sin duda, si el aprender con la interacción que exige la realidad al volverla pedagógicamente accesible, es preciso e indispensable. En los ambientes de aprendizaje diseñados intencionalmente, los contenidos tengan una estructura pedagógica adecuada; fundamentalmente útil a los procesos mentales y formas de aprender de los alumnos.
La inexistencia pedagógica del entorno virtual de aprendizaje se debe a:
- Poca interacción personal.
- Cierta pasividad.
- No existe una estructura pedagógica como tal.
- Dificultades a la hora de organizarse.
- Se suele trabajar cualquier contenido de forma virtual.
- Carencia de estructura pedagógica correcta para el alumnado y para las necesidades que este presenta.

### Tecnófobos y tecnófilos
Se define tecnofobia como el rechazo al avance tecnológico y el miedo a las posibles consecuencias negativas de dichos avances. Por otro lado, el concepto Tecnofilia, está formado por dos palabras, tecnología y filia. Por lo tanto se define tecnofilia como la afición o adicción a las cuestiones tecnológicas.
Un peligro conocido es la aparición de tecnófobos y tecnófilos. Personas que se aficionan en exceso al uso de las tecnologías, o que desarrollan temores excesivos ante ellas. El uso excesivo hace que se desconozca el valor formativo de otros entornos imprescindibles, en particular los que exigen interacción personal.
Los miedos al computador camuflan la exigencia de repensar el propio quehacer docente, la voluntad de informarse y conocer lo que ofrecen los nuevos entornos para aprender.
El uso del EVA debe ser de ayuda y colaboración al docente y estudiantes, nunca dispensar la acción de los mismos.

### Escasa formación del docente
Podríamos agregar los propios obstáculos externos del profesor en cuanto al acceso a la tecnología, la disponibilidad de tiempo, apoyos, materiales, formación y los obstáculos internos (actitudes, creencias, prácticas, resistencia) que afectan a los esfuerzos docentes para la integración de la tecnología en el aula. Por el contrario, “cuando a los profesores en formación se les enseña a aprender con crecientes niveles de autonomía, ellos desarrollan un concepto de pedagogía horizontal que les permite encarar su vinculación con las fuentes del conocimiento de manera mucho más activa e independiente.“
Los docentes tiene que estar bien formados en cuanto a alfabetización tecnológica y programación, es la base para poder crear entornos virtuales de aprendizaje de calidad.

## Evaluación en los entornos virtuales de aprendizaje
La implementación de las tecnologías de información y comunicación (TIC) en el ámbito educativo, supone nuevas perspectivas respecto a una enseñanza apoyada en ambientes virtuales, cuyas estrategias de enseñanza son adaptadas y diseñadas para dicho ambiente. En la educación virtual el proceso de enseñanza se centra en el estudiante lo que conlleva a un aprendizaje autónomo e independiente, donde el individuo debe capacitarse en forma permanente, para lo cual debe regular su propio ritmo de aprendizaje ajustando su tiempo y espacio de trabajo, de estudio, de socialización, de diversión y recreación, así como seleccionar las temáticas e información de su interés, con respecto a sus propias necesidades.
Los ambientes virtuales de aprendizaje requieren de nuevas alternativas para valorar el desempeño de los estudiantes. La valoración de los aprendizajes debe ser individualizada; enfocada en el alumno y en los objetivos establecidos. Considerando los siguientes aspectos:
- Definición de objetivos.
- Retroalimentación durante todo el proceso de enseñanza-aprendizaje.
- Hacer uso de la tecnología para el diseño de pruebas y revisión de los resultados.
- Tomar en cuenta el ritmo y estilo de aprendizaje, así como las necesidades del alumno.

Es importante identificar las características de los estudiantes para poder aplicar estrategias de aprendizaje pertinentes a ellos y a la temática, para que de esta forma los métodos de evaluación ayuden tanto al estudiante como al docente-asesor a valorar de mejor manera el aprovechamiento. Dependiendo de los resultados, esta información servirá para mejorar el desempeño. No todos los estudiantes aprenden de la misma manera, ni al mismo ritmo y eso puede ser un factor que lo desmotive.
La evaluación, debe transformar o mejorar al individuo en cuanto a su comportamiento y la manera de responder ante las situaciones que se le presenten. Sin duda, es un método para conocer el nivel de conocimiento y dominio de las actitudes, aptitudes y habilidades útiles para un buen desempeño en cualquier contexto (personal, profesional, espiritual, etc).
Para que dicha evaluación nos permita mejorar los procesos, es necesario utilizar la retroalimentación, entendida como un proceso de comunicación que facilita la construcción de conocimiento y aprendizajes permitiendo a los docentes y estudiantes valorar los procesos y resultados obtenidos.
Por otro lado, las restricciones que afectan a la actividad conjunta en entornos virtuales llevan a la necesidad de distinguir diversos planos o niveles en el proceso de evaluación. Particularmente, el plano de “diseño tecno-pedagógico”, por un lado, y el plano de “interactividad real”, es decir, de la estructura de la actividad conjunta efectivamente desplegada por los participantes en el desarrollo real del proceso de enseñanza y aprendizaje, por otro. En el primer caso, el objeto de evaluación.
En el primero de estos planos, y de acuerdo con el foco de evaluación que hemos propuesto, el interés fundamental se situaría en valorar cómo las características y herramientas tecnológicas del entorno, y las características del diseño instruccional previsto, prohíben, dificultan, permiten, promueven u obligan a los participantes a implicarse en determinadas formas de organización de la actividad conjunta. En el segundo, el interés se centraría en valorar el uso efectivo de las herramientas disponibles y la concreción que los participantes hacen del diseño previsto, y la estructura de la actividad conjunta real en que, a partir de todo ello, se implican los participantes.
La distinción entre el plano del diseño tecno-pedagógico y el plano de su concreción efectiva en la actividad conjunta real de profesor y alumnos comporta, también, la necesidad de incorporar múltiples puntos de vista y fuentes al proceso de evaluación.

## Popularidad
A comienzos de la década de 2010 se constató el incremento en popularidad de los EVA. Las universidades y otras instituciones de educación superior están poniendo cada vez más interés en estos sistemas para:
- Economizar en el cuerpo docente, especialmente cuando están involucrados en investigación y administración. El grado de ahorro sobre un esquema tradicional presencial todavía no está muy claro, pero usar un EVA ciertamente absorbe menos tiempo del instructor (y requiere menos maestría, mientras que produce un resultado más profesional) que creando un sitio Web propio para un curso. (Muchos usuarios de EVA disputarían la declaración antedicha.)
- Proporcionar un servicio para los estudiantes que miran cada vez más al Internet como medio natural para encontrar información y recursos.
- Asegurar que los requerimientos de control de calidad sean reunidos, proporcionando a su vez un estándar para colectar la información requerida.
- Facilitar la integración de la educación a distancia y la educación tradicional, además del aprendizaje a través de otros medios.

## Sistemas disponibles
Existen dos grandes grupos de LMS, los propietarios o comerciales y los de software libre o código abierto. Los servicios a pedido u on-demand constituyen también una opción popular.
Muchos AEV se instalan en un servidor. Un AEV típico contiene uno o más programas o instrucciones para proporcionar la interfaz del usuario (Profesor-Estudiante) el cual interactúa con la base de datos. Por ejemplo, un AEV puede utilizar PHP como su lenguaje/programa con MySQL como administrador de la base de datos. 
Muchos AEV encuentran cada vez más lugares de aplicación. Estas incluyen nuevas tecnologías emergentes, así como áreas especializadas. Un AEV se puede desplegar en una USB como cliente, sincronizando de vez en cuando con el servidor vía web. Los AEV se pueden utilizar en algo tan genérico como entrenamiento de trabajo o algo tan especializado como para reunir los requerimientos de certificación ISO 9000.
Algunas de las plataformas virtuales más conocidas y utilizadas en el mundo de código abierto: Moodle, Atutor, Canvas LMS, Chamilo LMS, Sakai, LearnPress. En el caso de las comerciales, existen dos tipos, de pago por uso en la nube y de pago por licencia. Las más populares son E-ducativa, Saba, FirstClass, NEO y Google Classroom.

## Criterios de calidad
Para evaluar la calidad de un entorno virtual de aprendizaje a través de plataformas LMS u otro tipo de plataformas de teleformación existen diversos indicadores agrupados por ámbitos o dimensiones de análisis: calidad técnica, calidad organizativa y creativa, calidad comunicacional y calidad didáctica.
- Calidad técnica: características técnicas de la plataforma que han de garantizar la solidez y estabilidad de los procesos de gestión y de enseñanza aprendizaje, tales como:

- La infraestructura tecnológica necesaria, su accesibilidad y complejidad. 
- El coste de acceso y mantenimiento. 
- El nivel de conocimientos técnicos necesarios para su utilización. 
- La facilidad de navegación a través de su interfaz. 
- La calidad de los sistemas de control de seguridad, acceso a los procesos y materiales. 
- La eficacia de gestión de los cursos ofertados. 
- La versatilidad para el seguimiento de las altas y bajas de alumnos. 
- Posibilidad de mantenimiento y actualización de la plataforma.
- Calidad organizativa y creativa: potencialidades organizativas y creativas para el adecuado desarrollo de los procesos de Enseñanza-Aprendizaje.

- La flexibilidad a la hora de perfilar enfoques de instrucción y aprendizaje. 
- La posibilidad de adaptación y uso a otros ámbitos educativos. 
- Versatilidad a la hora de diseñar e implementar sistema de ayuda y refuerzo para el alumnado. 
- Disponibilidad de herramientas de diseño y gestión de los programas de enseñanza virtual fáciles de usar y con buenas posibilidades creativas. 
- Posibilidad de organizar los contenidos mediante índices y mapas conceptuales. 
- Posibilidad de creación automática y/o manual de glosario de términos y versatilidad del mismo. 
- Posibilidades de integración de multimedia. 
- Calidad para la generación y utilización de herramientas de evaluación, autoevaluación y coevaluación.
- Calidad comunicacional: posibilidades de comunicación sincrónica y asincrónica tanto entre todas las personas involucradas en la acción formativa, incorporando elementos que faciliten el conocimiento entre los estudiantes y humanicen la acción formativa. Las plataformas permitirán el uso de:

- Foros o grupos de debate. 
- Correo electrónico y mensajería interna. 
- Tablón de noticias. 
- Calendario.
- Chats. 
- Audioconferencia y/o videoconferencia.
- Calidad didáctica: posibilidad de incorporar actividades en la acción formativa que permitan integrar de forma coordinada metodologías diversas apoyadas en los principios de aprendizaje de las teorías conductistas, cognitivistas y constructivistas, siguiendo los principios de:

- Orden y claridad didáctica 
- Secuencialidad conceptual 
- Autonomía organizativa 
- Andamiage cognoscitivo 
- Información y comunicación multimedia 
- Aprendizaje activo 
- Aprendizaje significativo 
- Aprendizaje cooperativo
Es importante hacer énfasis en la calidad de los entornos virtuales de aprendizaje porque un LMS eficiente presenta una serie de ventajas tales como:
- Organización: Permitiendo realizar la gestión estudiantes (como altas y bajas), crear grupos de trabajo, organizar las aulas, establecer calendarizaciones y recordatorios para las actividades, etc.[51]
- Control: Favoreciendo el control total sobre el formato del aula virtual y del entorno virtual de aprendizaje.[51]
- Seguimiento: De las acciones realizadas por los usuarios, otorgando la posibilidad de detectar las áreas que necesitan ser optimizadas.[51]
- Evaluación continua: Permitiendo evaluar distintos momentos de la formación del estudiante, antes de comenzar el proceso de aprendizaje, durante o una vez finalizado el curso.[51]
- Flexibilidad: Los módulos formativos se adaptan u ordenan para satisfacer las necesidades. Además, permite a los estudiantes llevar su propio ritmo en la evolución de su aprendizaje.[51]
- Efectividad: Al tener toda la información disponible para los estudiantes en todo momento.[51]